# Expeditie Robinson 2007
Expeditie Robinson 2007 is het 8e reguliere seizoen van Expeditie Robinson.

## Synopsis
Op 30 juni 2007 vertrok het onverwachte aantal van 100 kandidaten naar Sribuat, Maleisië. Kenny, die eerder op het eiland is gedropt, kreeg de opdracht vier leiders aan te wijzen. Bij de eerste exit vertrokken er 25 kandidaten vrijwillig, uit teleurstelling over het nieuwe format. Bij de tweede exit vielen er 22 kandidaten af, zij werden niet geselecteerd door Rudi of Ingeborg.
Doordat het rode team de proef verliest moet Ingeborg dertien van haar kampleden naar huis sturen.
Een dag na de vierde uitzending van dit seizoen werd bekendgemaakt dat ook Farrah de expeditie had verlaten. Haar broertje bleek leukemie te hebben en de chemokuren wilden niet aanslaan. Farrah besloot om haar exit aan het hele blauwe team bekend te maken en vertrok daarna naar huis om haar broertje bij te staan.
Er kwam nog een proef, een evenwichtsproef. Ieder team moest 10 kampleden op de balk zetten, om de beurt moesten ze elkaar er af slaan met een zak, het team dat als eerst het andere team er af had gestoten won de proef. Als kamp rood deze proef won, moesten ze zes leden uit het andere team halen voor in hun team. Als ze de proef niet wonnen, mocht kamp blauw zes leden van hun eigen kamp naar hen sturen. Rood won, zodat er nu 20 mensen in kamp rood zaten en 21 in kamp blauw.
Toen kwam er een grote exit, de twee kampen moesten tegen elkaar touwtrekken. Het kamp dat verloor moest meteen naar huis. Rood won deze proef, en voor het hele blauwe kamp was het afgelopen.
Nu moesten de laatste 20 mensen nog vechten voor een plaats bij de laatste 10. Ingeborg geeft al aan dat ze er niet meer aan mee wil doen, omdat haar lichaam het niet meer aankan. Dan komt er op een dag iets langs drijven, dit wordt natuurlijk meteen uit het water gehaald. Het blijken kippen te zijn, in een soort kooi, maar op die kooi hangt een briefje dat Kristien ervan afhaalt. Daardoor heeft ze een plek bij de laatste 10 gekregen. De volgende twee plaatsen werden bepaald door een zelfbedachte proef voor de sterkste man en vrouw. De sterkste vrouw werd Lieke en de sterkste man Vinni. Daarna komt nog een zelfbedachte proef voor de slimste man en vrouw, dit worden Muriël en Loek. De andere twee worden gekozen door stemming (de kandidaten moesten dan denken aan de waardevolste man of vrouw). Dit werden Mieke en Willem. Nog drie plekken over en die worden bepaald door de zeven die al bij de tien zitten, dit worden Marcel, Hans en Saskia.
De niet gekozen tien komen weer op het vasteland, maar ze krijgen een keuze: eten ze de pizza op die voor hun neus ligt en dan gaan ze naar huis, of laten ze de pizza staan en vertrekken ze meteen naar het afvallerseiland Gual. Gual is niet veel meer dan een rots met een strandje. Er zijn twee mensen die die uitdaging aangaan, namelijk Nelleke en Frans.
Degenen die vanaf dat moment eruit worden gestemd komen op Gual terecht. Telkens mag een van hen een poging wagen om zich via deelname aan de Robinson-proef een plaats op het winnaars-eiland te heroveren. Geen enkele deelnemer lukt dit. Nelleke en Kristien geven op. Frans wordt verwijderd nadat hij dol draait en zich (buiten beeld) eten van de crew toe-eigent. Uiteindelijk mag Muriel van de overgebleven verliezers deelnemen aan de halve finale, de evenwichtsproef. De finale gaat tussen Willem, die vooral sterk is in het sociale aspect en de survivalskills en Vinni, die steeds de fysieke proeven heeft gewonnen. De laatste eilandraad roept Vinni uit tot winnaar.

## Kandidaten
Onderstaand tabel geeft alleen de laatste 12 kandidaten weer.
| Nummer | Deelnemer                 | Leeftijd | Beroep               | Plaats                                    |
| ------ | ------------------------- | -------- | -------------------- | ----------------------------------------- |
| 075    | Vincent (Vinni) Arrendell | 35 jaar  | Fitnessbegeleider    | Robinson 2007                             |
| 024    | Willem Hogeveen           | 48 jaar  | Politieambtenaar     | runner-up                                 |
| 096    | Muriel Rosseel            | 37 jaar  | Matroos              | afgevallen, 3e                            |
| 016    | Marcel Sinnige            | 39 jaar  | Ondernemer           | afgevallen, 4e                            |
| 038    | Lieke van der Vorst       | 25 jaar  | Politiemedewerker    | afgevallen, 5e                            |
| 090    | Mieke Deschodt            | 23 jaar  | Verpleegkundige      | weggestemd naar afvallerseiland, 6e       |
| 056    | Hans de Blauwe            | 45 jaar  | Brandweerman         | weggestemd naar afvallerseiland, 7e       |
| 015    | Louis (Loek) Hofman       | 39 jaar  | Postbode / chauffeur | weggestemd naar afvallerseiland, 8e       |
| 048    | Saskia Moll               | 27 jaar  | Oud-reisleidster     | weggestemd naar afvallerseiland, 9e       |
| 009    | Frans Baats               | 51 jaar  | Oud-militair         | gediskwalificeerd (agressief gedrag), 10e |
| 092    | Kristien van Lent         | 21 jaar  | Studente             | vertrokken, 11e                           |
| 032    | Nelleke de Graaf          | 23 jaar  | Rayonmanager         | vertrokken, 12e                           |

## Trivia
- Tim en Iraida zijn het eerste koppel die samen meededen aan het programma.
- Winnaar Vinni is de broer van acteur George Arrendell.